# Omar Domingo Rubens Graffigna
Omar Domingo Rubens Graffigna (Carrizales, 2 aprile 1926 – Buenos Aires, 9 dicembre 2019) è stato un generale argentino che prese parte al Processo di riorganizzazione nazionale.

## Biografia
Nato nel comune di Carrizales, provincia di Santa Fe, si arruolò nell'esercito argentino nel 1944 studiando presso la Scuola di aviazione militare di Córdoba.
In seguito al Colpo di Stato del 1976 è stato nominato Capo di stato maggiore dell'Aeronautica argentina, dando il via al programma di sviluppo del missile Condor. Nel 1979 è succeduto al generale Orlando Agosti come comandante in capo dell'Aeronautica.
Nel 1985 fu assolto nel Processo alla Giunta Militare Argentina, ovvero il processo in cui furono giudicati i politici che presero parte alle Giunte, di aver commesso delitti contro l'umanità.
La Spagna nel 2003 ha chiesto il suo arresto per crimini contro l'umanità e nel 2005 fu estradato. 25 anni di carcere.